# Tour de l'Ouest
Tour de l'Ouest var ett franskt sjudagars etapplopp i landsvägscykling som avhölls i Bretagne från 1931 till 1959. Det skapades som Cirquit cycliste de l'Ouest av tidningen L'Ouest-Eclair för att öka försäljningssiffrorna (många av  de cykellopp som kördes under första halvan av 1900-talet tillkom av denna anledning, Tour de France och Giro d'Italia är bara två exempel). 1939 avbröts loppet efter den 24 augusti, eftersom allmän mobilisering utfärdades denna dag på grund av det politiska läget i Europa (andra världskriget bröt ut nio dagar senare). Loppet återupptogs efter krigsslutet som Tour de l'Ouest av tidningen Ouest-France (L'Ouest-Éclair hade förbjudits 1944 för kollaboration med invasionsmakten) och kördes sedan till och med 1959.
Super Prestige Pernod instiftades 1959 och Tour de l'Ouest var ett av de ingående loppen, men det blev bara en säsong i SPP för Tour de l'Ouest.

## Podieplaceringar
| År                 | Vinnare             | Tvåa                 | Trea                |
| Circuit de l'Ouest |                     |                      |                     |
| 1931               | Germain Nicot       | Georges Speicher     | François Favé       |
| 1932               | Émile Joly          | François Favé        | Pierre Cloarec      |
| 1933               | Romain Maes         | Raymond Louviot      | Joseph Vanderhaegen |
| 1934               | Robert Wierinckx    | Odile Van Eenoghe    | Joseph Moerenhout   |
| 1935               | Robert Tanneveau    | Paul Kévarec         | Albert van Schendel |
| 1936               | Albertin Dissaux    | Séverin Vergili      | Bruno Carini        |
| 1937               | Jean-Marie Goasmat  | Robert Oubron        | Antoine Loncke      |
| 1938               | Paul Rossier        | Séverin Vergili      | Prosper Depredomme  |
| 1939               | Albéric Schotte     | Joseph Vankerckhoven | Fermo Camellini     |
| 1940- 1945         | ej avhållet         | ej avhållet          | ej avhållet         |
| Tour de l'Ouest    |                     |                      |                     |
| 1946               | Pierre Brambilla    | Michel Remue         | Robert Dorgebray    |
| 1947               | Édouard Muller      | Ange Le Strat        | Gino Sciardis       |
| 1948               | Albert Dubuisson    | André Mahé           | Georges Ramoulux    |
| 1949               | Louison Bobet       | Camille Clérambosq   | Marcel Buysse       |
| 1950               | Attilio Redolfi     | Jean Rey             | Éloi Tassin         |
| 1951               | Rik Van Steenbergen | Amand Audaire        | Henri Van Kerckhove |
| 1952               | Ugo Anzile          | Roger Walkowiak      | Amand Audaire       |
| 1953               | Bruno Benuzzi       | Francis Siguenza     | René Privat         |
| 1954               | André Vlayen        | Francis Anastasi     | Roger Walkowiak     |
| 1955               | Marcel Janssens     | Fernand Picot        | Georges Decaux      |
| 1956               | Francis Pipelin     | Joseph Groussard     | Raymond Reisser     |
| 1957               | Pierre Gouget       | Jean Dacquay         | Pierre Barbotin     |
| 1958               | Gilbert Scodeller   | Daniel Denys         | Joseph Theuns       |
| 1959               | Joseph Morvan       | Joseph Wasko         | Pierre Scribante    |